# De veritate (Anselmo d'Aosta)
Il De veritate (Sulla verità) è un saggio di teologia in forma di dialogo che il teologo e filosofo cattolico Anselmo d'Aosta scrisse nel 1080-1085. Fa parte, insieme al De libertate arbitrii (Sulla libertà dell'arbitrio) e al De casu diaboli (La caduta del diavolo), di una trilogia dedicata ai problemi della verità, della rettitudine, del male, dell'onnipotenza divina e del libero arbitrio.
Il De veritate (primo in ordine logico, anche se non è chiaro in che ordine cronologico furono composte le tre opere) analizza in particolare il rapporto sussistente tra la virtù morale, la verità e la giustizia.

## La verità come rectitudo
La comprensione della nozione di rectitudo risulta fondamentale per una comprensione attiva dei testi anselmiani. Anselmo riesce a delineare la visione di verità e la sua compartecipazione con la vita di ogni ente fisico presente sulla terra, la dimensione entro la quale qualsiasi essere deve seguire la strada "corretta", ossia la rectitudo formale, per cui tutto ciò che gode di quest'ultima è esattamente conforme alla volontà divina in cui l'uomo assume il titolo di vero durante la sua libera compartecipazione alla forma di Dio. Un termine o una proposizione sono veri quando esprimono correttamente l'accordo tra il pensiero e la res corrispondente.
il monaco benedettino, ormai maestro, rimase al monastero del Bec dove prese spunto dalle opere fondamentali dei padri della chiesa (in particolare Agostino nel suo De Trinitate), fondendo le nozioni da loro apprese e riformulandone una propria, in cui mette in risalto l'utilizzo, volendo utilizzare un linguaggio moderno,  "puro" della ragione espressa con l'impiego delle discipline dalle arti liberali, prediligendo in particolari quelle del trivio, in cui si studiano le fondamenta delle artes discendi: grammatica, retorica, logica, quest'ultima applicata dallo stesso Anselmo attraverso una concezione speculativa di matrice platonizzante e agostiniana in cui rientrano le nozioni della verità di intelligere inteso come ordine cosmico voluto dal libero atto di Dio che attraverso il Logos, il suo pensiero, che subito diventa atto e parola, il Verbo che tutto genera e ordina le realtà molteplici, ciascuna contenente parte del Sommo Bene principio generatore. 
La dialettica assume il ruolo di scienza della rectitudo delle cose conosciute, garantendo così una corretta e assoluta corrispondenza tra la res, l'intellectus cioè il pensiero interiore che la rappresenta, e la vox, ossia le voces o signa che devono esprimere il modo di essere delle res perfette da cui derivano tutte le cose vere, per essere "tradotte" sotto forma di pensieri di rappresentazione della verità, con i mezzi dettati dallo stato finito dell'uomo, prende il nome di intellectus.
Attraverso un processo che prende inizio con l'atto di fede, con il quale è possibile solo per colui che rivolge la propria fiducia alle parole della Rivelazione che Dio ha voluto fare come dono per dar possibilità all'uomo di giungere a comprendere, attraverso i suoi mezzi, la sua infinita conoscenza.
Compiuto l'atto di fede, determinato l'ordine che ha principio prima dalla fede e poi con la ragione, la mente umana è predisposta a ricevere e comprendere l'oggetto del suo credere.
Anselmo, durante la stesura dei suoi scritti mette da parte la fede, ma attraverso essa giunge, con la ragione, a compiere uno sforzo filosofico atto a  essere indipendente da ogni dottrina cristiana e facilmente esplicabile anche ai non credenti nel voler infine emettere nel Proslogion la definitiva prova dell'esistenza di Dio attraverso un'intuizione a priori.